# Валі-Сан-Франсіскану-да-Баїя (мезорегіон)
Валі-Сан-Франсіскану-да-Баїя (порт. Mesorregião do Vale São-Franciscano da Bahia) — адміністративно-статистичний мезорегіон в Бразилії, входить в штат Баїя. Населення становить 0,94 млн осіб на 2005 рік. Займає площу 115 860,250 км². Густота населення — 8,2 чол./км².
На території мезорегіону на ріці Сан-Франсіску розміщене велике водосховище Собрадінью і однойменна ГЕС в муніципалітеті Собрадінью.

## Склад мезорегіону
В мезорегіон входять наступні мікрорегіони:
1. Барра
2. Бон-Жезус-да-Лапа
3. Жуазейру
4. Паулу-Афонсу

| Бразилія | Це незавершена стаття з географії Бразилії. Ви можете допомогти проєкту, виправивши або дописавши її. |